# Obrzycko
Obrzycko (in tedesco Obersitzko) è una città polacca del distretto di Szamotuły nel voivodato della Grande Polonia. Ricopre una superficie di 3,72 km² e nel 2004 contava 2 172 abitanti.

## Storia
Qua nacque l'attore Otto Eduard Hasse.